# Dornier Do 17
Le Dornier Do 17 est un avion militaire allemand de la Seconde Guerre mondiale réalisé par la société Dornier.

## Conception
L'histoire du Dornier Do 17 commença au début des années 1930 lorsque l'équipe de Claude Dornier développa pour la compagnie aérienne Lufthansa un appareil de transport de courrier. Cette commande cachait cependant une autre commande, celle d'un appareil de bombardement moyen, qui émanait d'une Luftwaffe alors encore clandestine.
L'appareil qui en ressortit se présentait comme un bimoteur à aile médiane, à l'empennage bidérive, au train d'atterrissage principal escamotable. C'était donc un appareil de conception fort classique pour l'époque si ce n'est qu'il se distinguait par un fuselage d'une grande finesse qui lui valut le surnom de « crayon volant », en allemand « Fliegender Bleistift ».
Si les bombardiers de début de série et les appareils de transport de courrier disposaient d'un nez classique, les variantes développées à l'aube de la Seconde Guerre mondiale et pendant celle-ci pour la Luftwaffe se caractérisaient par un nez raccourci et vitré suivant le même concept qui avait amené au nez du Ju 88, facilitant la vision du pilote et du bombardier vers le sol.

## Engagements

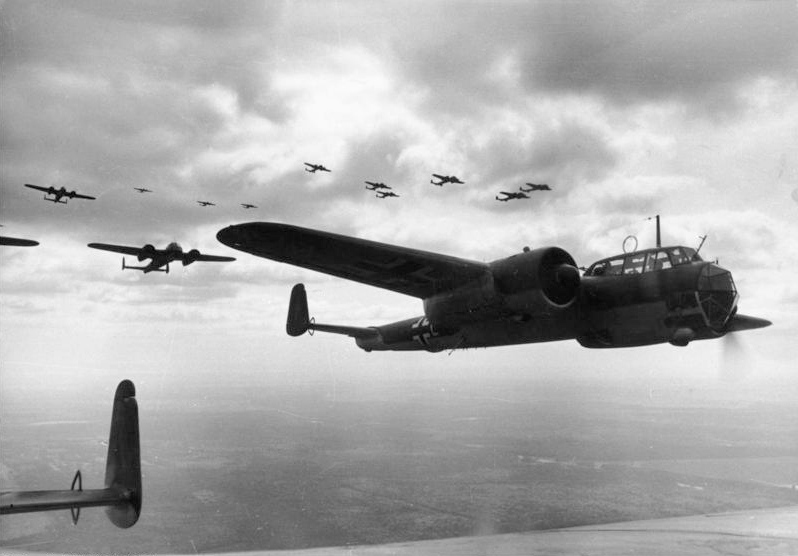
Do 17Z-1 en 1940 pendant la campagne de France

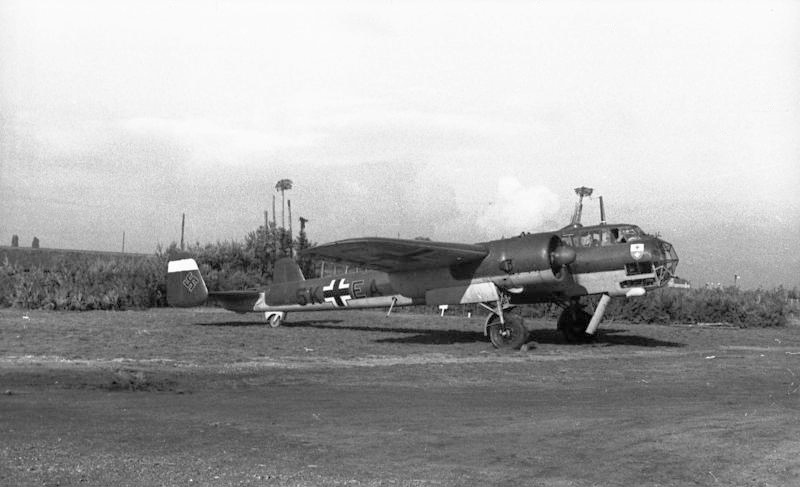
Un Do 17Z du Stab/KG 3, 1940

Le Do 17 fut initialement testé durant la guerre d'Espagne aux côtés des He 111 au sein de la Légion Condor. Il servit également au début du second conflit mondial (campagne de Pologne, campagne de France et bataille d'Angleterre) en tant que bombardier avec un succès relatif (variante de bombardement alors utilisée : Do17Z).
De qualité moindre par rapport au Heinkel He 111 et surtout au Junkers Ju 88 et produit à moins grande échelle, il dut céder progressivement à ceux-ci sa place de bombardier moyen et fut dès lors engagé en tant que chasseur de nuit. Les appareils normalement destinés à l'exportation (Dornier Do 215) furent également utilisés par la Luftwaffe (réquisition des appareils) qui les utilisa principalement en version chasseur de nuit.
L'épave d'un Do 17 abattu pendant la Seconde Guerre mondiale a été repêchée dans la Manche en juin 2013 pour le compte du Royal Air Force Museum London.

## Variantes

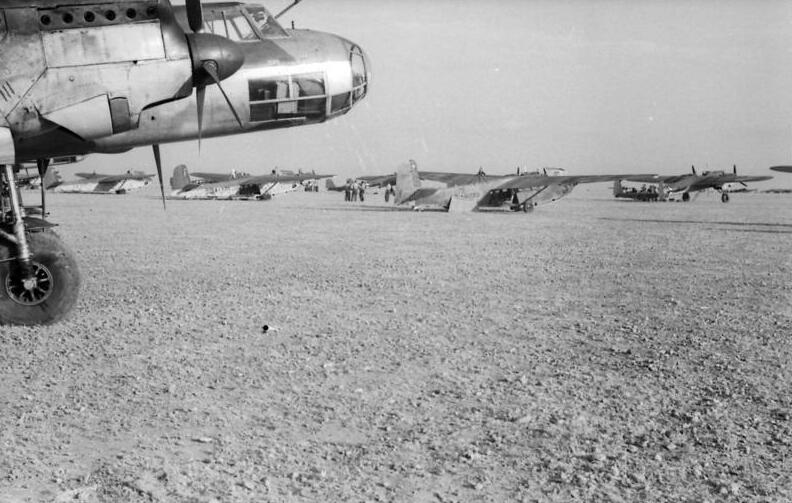
Do 17E utilisés comme avion remorqueur pour les planeurs DFS-230, Sicile Italie, 1943.

### Do 17E & Do 17F
Les prototypes furent équipés de moteurs Daimler-Benz DB 600, mais ils étaient constamment en rupture de stock. Les modèles de production furent alors équipés avec un moteur BMW VI en ligne, créant les modèles Do 17 E-1 (bombardier) et Do 17 F-1 (reconnaissance). La capacité d'emport du E-1 était de 500 kg. Il était armé avec deux mitrailleuses MG 15 de défense, une positionnée sur le toit du cockpit et l'autre dans le plancher avec un champ de tir limité.

### Do 17K
Après avoir vu le Do 17 MV à la Zürich air races de 1937, l'armée de l'air yougoslave acheta les droits de produire sous licence à la Drzavna Fabrika Aviona. Ils étaient équipés avec des moteurs en étoile nettement plus performants Gnome et Rhône 14N et avec un canon Hispano de 20 mm et trois mitrailleuses Browning de 7,92 mm. Trois variantes furent construites en Yougoslavie. La première était la version de bombardement Do 17Kb-1 et la seconde Do 17Ka-2 pour la reconnaissance. La version finale fut un modèle de reconnaissance Do 17Ka-3.

### Do 17L & Do 17M
Le Do 17 L-0 et le Do 17 M-0 furent développés en parallèle pour remplacer les variantes E et F. La F était une version de reconnaissance, conçue au départ avec des moteurs plus performants DB 600A de 1 000 ch. Deux variantes L et une M furent construites comme prototypes, avec une MG 15 additionnelle dans le nez.
La faisabilité du concept de Schnellbomber fut démontré durant la Compétition internationale d'Aviation militaire de Zurich en 1937 où le prototype de Do 17M finit en tête devant tous les autres chasseurs en compétition.
L'approvisionnement des moteurs DB 600 demeura extrêmement limité vu que l'effort de production était orienté pour les DB 601 à injecteurs réservés aux Messerschmitt Bf 109 et Messerschmitt Bf 110. Les modèles de production basés sur le Do 17M furent équipés avec le nouveau moteur Bramo 323A-1 Fafnir de 900 ch, qui délivrait de bonnes performances et permettait d'augmenter la capacité d'emport à 1 000 kg. Cette variante Do 17M-1 fut produite en petit nombre et entra en service jusqu'à la fin de la première année de la guerre, date à laquelle, elle fut retirée et employée comme appareil d'entraînement.

### Do 17P
La version L de production ne put pas être équipé avec le DB 600, le Bramo Fafnir était plutôt fragile et les modèles M avaient un rayon d'action trop court pour l'utilisation en tant qu'avion de reconnaissance. Pour cela, le moteur en étoile BMW 132N de 865 ch fut préféré avec un niveau de consommation de carburant bas pour une plus grande autonomie. Ce Do 17P-1 fut produit en nombre mais pourquoi ne fut-elle pas désignée L-1, cela reste un mystère. Deux autres prototypes avec des moteurs DB 600 furent construits sur le modèle du Do 17R-0 mais n'entrèrent jamais en production.

### Do 17Z, Do 215

Vues d'un Do 17 Z-2

Le Do 17Z avec des moteurs Bramo 323, produit à partir de 1939, était la version la plus puissante et, avec au moins 535 exemplaires, également la version la plus fréquemment construite. La dernière variante du Do-17, le Dornier Do 215, a été produite à 101 exemplaires de décembre 1939 à janvier 1941. Il était essentiellement un Do 17Z modifié avec des moteurs V12 refroidis par liquide du type DB 601.
De nombreux avions furent perdus lors de la bataille d'Angleterre et, à partir de la fin des années 1940, le Do 17 fut de plus en plus remplacé dans les unités de bombardiers par des modèles plus récents dotés de charges et d'une portée de bombes plus élevées, comme le Ju 88 et le He 111. Certains des avions opérationnels restants ont été convertis en avions de reconnaissance (Z-3), avions d'entraînement (Z-4), éclaireurs météorologiques (Z-5) et chasseurs de nuit (Z-7, Z-10, un maximum de neuf) ou furent envoyés vers les États alliés (Bulgarie, Finlande, Roumanie).

### Production
Production du Do 17 pour la Luftwaffe :
| Version | Dornier | HFW (Henschel) | HFB (Blohm & Voss) | Siebel | Total |
| ------- | ------- | -------------- | ------------------ | ------ | ----- |
| E       | 268     | 131            |                    |        | 399   |
| F       | 98      |                | 29                 | 51     | 178   |
| M       | 200     |                |                    |        | 200   |
| P       | 8       | 100            | 149                | 73     | 330   |
| U       | 15      |                |                    |        | 15    |
| Z-1     | 45      | 65             | 1                  | 2      | 113   |
| Z-2     | 74      | 205            | 26                 | 77     | 382   |
| Z-3     | 251     | 50             | 47                 | 20     | 368   |
| Total   | 959     | 551            | 252                | 223    | 1 985 |